# Torre de la riera d'Alforja
La torre de la riera d'Alforja és un edifici de Cambrils (Baix Camp) inclòs a l'Inventari del Patrimoni Arquitectònic de Catalunya.

## Descripció
La torre té planta quasi quadrada. El costat que toca a l'Avinguda té 4,20 metres d'ample. Altura actual aproximada, 8 metres. Obra de paredat en verd, amb els angles reforçats amb carreus de pedra sorrenca (del tipus de Montroig). Actualment té una teulada d'una sola vessant, en direcció l'Avinguda, construïda afegint unes filades de rajoles en el costat de la cimera que dona al pati del mas on es troba. El punt més alt de la coberta s'utilitza per posar-hi l'antena de TV, i a la façana exterior hi ha punts de subjecció dels fils de l'electricitat. Té accés per una porta oberta a la part superior, a on s'hi puja per una escala d'obra amb barana de ferro. A la part baixa hi té un finestró amb reixa.

## Història
És una torre de defensa, construïda probablement el segle xvii, entorn de l'època dels fets de l'assalt castellà de Cambrils el 1640. Protegeix l'antic camí dels Corretgidors (fet sobre la via Augusta romana) i la riera d'Alforja. Actualment es troba dins d'una mena de mas o xalet amb jardí, sense accés per l'exterior. Queda actualment sota la carretera N-340, en pas elevat fet pocs anys enrere. Fa quasi cantonada entre l'avinguda del Baix Camp i el passeig de Sant Joan Baptista de La Salle, i queda a pocs metres a la dreta de la riera, recentment canalitzada.